# باشگاه فوتبال قوت-وایس ارفورت
باشگاه فوتبال قوت-وایس ارفوت (انگلیسی: FC Rot-Weiß Erfurt) باشگاه فوتبالی است که در شهر ارفورت در ایالت ترینگن قرار گرفته و در سال ۱۹۰۰ تأسیس شده است.